# Parágrafo (símbolo)
Na tipografia, o símbolo § é utilizado para a representação gráfica do parágrafo, sendo comummente conhecido como sinal de parágrafo em português.
O símbolo corresponde a duas letras ésses (S) entrelaçadas, iniciais da expressão latina signum sectiōnis (em português, 'sinal de secção' ou 'sinal de corte'). 
Num texto jurídico, o parágrafo é um desdobramento de determinado artigo, podendo complementar o texto do caput, indicar exceções, etc. 
Para digitar o sinal § no teclado PT-BR (ABNT2 com "ç"), digitar o comando "Ctrl + Alt + =" (não funciona em teclados que têm a tecla "Alt Gr") ou "Alt Gr + =" ou ainda "Alt+21".
Em teclado português, premir as teclas Alt Gr" + 4.
Em teclado americano, digitar "ALT + 0167". Ou, ainda," Alt+Ctrl+Shift+S", encontrado em Inserir -> Símbolo -> Subconjunto Latim-1 Suplementar.

## Emprego
No Brasil, o uso do parágrafo é regulado, dentro da técnica de redação de leis, pela Lei Complementar nº 95 de 1998.
Nos textos legais, os parágrafos são precedidos pelo símbolo § e são seguidos de um número ordinal até o 9º. A partir do artigo 10, inclusive, usam-se números cardinais. Exemplo: 
| “ | Art. 1º Salvo disposição contrária, a lei começa a vigorar em todo o país quarenta e cinco dias depois de oficialmente publicada. § 1º Nos Estados, estrangeiros, a obrigatoriedade da lei brasileira, quando admitida, se inicia três meses depois de oficialmente publicada. (...) | ” |
|   | — BRASIL, Lei de Introdução às Normas do Direito Brasileiro. |   |

Os parágrafos, assim como os artigos de uma lei, podem se desdobrar em incisos numerados com algarismos romanos. Exemplo:
| “ | TÍTULO I Dos Princípios Fundamentais Art. 1º A República Federativa do Brasil, formada pela união indissolúvel dos Estados e Municípios e do Distrito Federal, constitui-se em Estado Democrático de Direito e tem como fundamentos: I - a soberania; II - a cidadania; III - a dignidade da pessoa humana; IV - os valores sociais do trabalho e da livre iniciativa; V - o pluralismo político. | ” |
|   | — BRASIL, Constituição Federal. |   |

Os incisos podem desdobrar-se em alíneas, que são precedidas por letras minúsculas acompanhadas de parênteses. 
Exemplo: 
| “ | Extraterritorialidade Art. 7º - Ficam sujeitos à lei brasileira, embora cometidos no estrangeiro: I - os crimes: a) contra a vida ou a liberdade do Presidente da República; b) contra o patrimônio ou a fé pública da União, do Distrito Federal, de Estado, de Território, de Município, de empresa pública, sociedade de economia mista, autarquia ou fundação instituída pelo Poder Público; c) contra a administração pública, por quem está a seu serviço; d) de genocídio, quando o agente for brasileiro ou domiciliado no Brasil; | ” |
|   | — BRASIL, Código Penall. |   |

Um artigo ou um parágrafo também pode se desdobrar diretamente em alíneas, sem a necessidade de incisos. A palavra alínea (vem do latim a linea) e significa distanciado da linha, isto é, fora da margem em que começam as linhas do texto. As alíneas podem desdobrar-se em itens, representados por algarismos arábicos.